# Video random-access memory
Video random-access memory, acroniem VRAM, is een type computergeheugen dat technisch verwant is aan DRAM. Het werd in de jaren 80 in vrijwel iedere homecomputer toegepast en gedurende de jaren 90 voornamelijk toegepast als lokaal geheugen op grafische kaarten van personal computers. Het belangrijkste kenmerk van dit type geheugen is de gescheiden in- en uitvoer (dual-ported RAM), waardoor gelijktijdige schrijf- en leestoegang mogelijk is.
In de loop van de tijd werd VRAM door andere efficiëntere opslagtechnologieën (bijvoorbeeld GDDR) vervangen. Tegenwoordig wordt vrij regelmatig VRAM onjuist aangeduid als het geheugen van een grafische kaart, onafhankelijk van de toegepaste geheugentechnologie.

## Opbouw
Conceptueel bestaat VRAM uit twee delen:
- SAM (Serial access memory of Sequential access memory)
De SAM-module wordt (gewoonlijk in vorm van een schuifregister) niet gewijzigd door berekeningen en bevat de van RAMDAC uit te lezen gegevens. Het wordt ingezet als sequentieel geheugen waarbij, in tegenstelling tot RAM, gegevens slechts opeenvolgend worden geëvalueerd (net als een cassette). SAM is wezenlijk sneller uit te lezen dan RAM omdat in principe geen adresberekeningen noodzakelijk zijn.
- DRAM (Dynamic random access memory)
Dit geheugentype wordt altijd gemanipuleerd door berekeningen aan de beeldsynthese. Op aanvraag worden de gegevens regelgewijs gekopieerd in SAM. Door de lokale scheiding is parallelle lees- en schrijftoegang mogelijk. Technologisch bestaat de DRAM-module uit FPM-RAM (cyclustijd 30-40 ns) of EDO-RAM (cyclustijd 20-30 ns) dat klokfrequenties van 50–66 MHz mogelijk maakt.

## Doorontwikkelingen
- WRAM (Window RAM)
WRAM is analoog aan VRAM met afzonderlijke lees- en schrijfleidingen maar biedt nochtans snellere toegangstijden en is goedkoper te produceren. De grafische kaarten MGA Millennium en Number Nine Revólution 3D "Ticket to Ride" van Matrox over WRAM.
- SGRAM (Synchronous graphics RAM)
SGRAM is een technologisch aan SDRAM verwant single-ported geheugen, wat inhoudt dat gelijktijdige lees- en schrijftoegang niet mogelijk is. Het biedt voor grafische toepassingen meer uitgebreide functies (bijvoorbeeld door het bloksgewijs lezen en schrijven) en hogere klokfrequenties.
- MDRAM (Multi-bank DRAM)
MDRAM wordt als velden van onafhankelijke geheugenbanken opgebouwd, die onderling worden verbonden door een gemeenschappelijke bus. Met deze structuur is een hoge graad van parallellisatie mogelijk. De grafische kaart Hercules Dynamite 128 (GPU: TSENG ET6000) beschikt maximaal over 4 MB MDRAM.
- CDRAM (Cache DRAM)
CDRAM is een combinatie van statisch geheugen (SRAM) en dynamisch geheugen (DRAM). Zo wordt het cachegeheugen van moderne computers bij CDRAM met veelvuldig gebruikte gegevens in het snelle SRAM opgeslagen, wat tot verhoogde prestaties (vanwege de snelheidswinst) leidt.
- 3D-RAM
3D-RAM is door Mitsubishi ontwikkeld en bestaat uit geheugenmodules met daartussenin een geïntegreerde schakeling. Hierdoor zijn sommige grafische verrichtingen (bijvoorbeeld een Z-buffer test) direct in het geheugen uitvoerbaar. Dit type geheugen wordt onder meer toegepast in de UltraSparc van Sun Microsystems.
- GDDR-SDRAM (Graphics double data rate SDRAM)
GDDR-SDRAM is een op DDR-SDRAM gebaseerd geheugentype voor grafische toepassingen en wordt gekenmerkt door geoptimaliseerde toegangstijden en hoge kloksnelheden.